# Équipe de Grande-Bretagne féminine de hockey sur glace
Cet article traite de l'équipe féminine. Pour l'équipe masculine, voir Équipe de Grande-Bretagne de hockey sur glace.
L'équipe de Grande-Bretagne féminine de hockey sur glace est la sélection nationale du Royaume-Uni regroupant les meilleures joueuses britanniques de hockey sur glace féminin lors des compétitions internationales. Elle est sous la tutelle de l'Ice Hockey UK. La Grande-Bretagne est classée 24e sur 42 équipes au classement IIHF 2021 .

## Résultats

### Jeux olympiques
L'équipe féminine de Grande-Bretagne n'a jamais participé aux Jeux olympiques.
- 1998-2006 — Ne participe pas
- 2010 — Non qualifié
- 2014 — Non qualifié
- 2018 — Non qualifié
- 2022 — Non qualifié

### Championnats du monde
- 1990-1997 — Ne participe pas
- 1999 — Deuxième du groupe A des qualifications pour le Groupe B
- 2000 — Dix-neuvième (2e du groupe B des qualifications pour le Groupe B)
- 2001 — Vingtième (2e du groupe B des qualifications pour la Division I)
- 2003 — Vingtième (6e de Division II)
- 2004 — Vingt-et-unième (6e de Division II)
- 2005 — Vingt-deuxième (2e de Division III)
- 2007 — Vingt-troisième (2e de Division III)
- 2008 — Vingt-deuxième (1er de Division III)
- 2009 — Dix-huitième (3e de Division II)
- 2011 — Dix-neuvième (5e de Division II)
- 2012 — Dix-huitième (4e de Division II)
- 2013 — Vingtième (6e de Division IB)
- 2014 — Vingt-deuxième (2e de Division IIA)
- 2015 — Vingt-deuxième (2e de Division IIA)
- 2016 — Vingt-troisième (3e de Division IIA)
- 2017 — Vingt-troisième (3e de Division IIA)
- 2018 — Vingt-troisième (2e de Division IIA) [3]
- 2019 — Vingt-quatrième (2e de Division IIA)
- 2020 — Pas de compétition en raison de la pandémie de coronavirus[4]
- 2021 — Pas de compétition en raison de la pandémie de coronavirus [5].
- 2022 — Vingt-deuxième (1re de Division IIA)

Note :  Promue ;  Reléguée

### Championnats d'Europe
- 1989 — Non qualifié
- 1991 — Neuvième
- 1993 — Quatrième du Groupe B
- 1995 — Septième du Groupe B
- 1996 — Huitième du Groupe B

## Classement mondial
| Année | Rang | Points | Progression |
| ----- | ---- | ------ | ----------- |
| 2003  | 20   | 560    | -           |
| 2004  | 20   | 1 280  | ±0          |
| 2005  | 20   | 1 425  | ±0          |
| 2006  | 22   | 885    | -2          |
| 2007  | 22   | 1 210  | ±0          |
| 2008  | 23   | 1 385  | -1          |
| 2009  | 20   | 1 645  | +3          |
| 2010  | 18   | 1 925  | +2          |
| 2011  | 18   | 1 940  | ±0          |
| 2012  | 17   | 1 955  | +1          |

| Année      | Rang | Points | Progression |
| ---------- | ---- | ------ | ----------- |
| 2013       | 18   | 1 910  | -1          |
| Fév. 2014  | 19   | 1 915  | -1          |
| Avril 2014 | 19   | 2 615  | ±0          |
| 2015       | 21   | 2 375  | -2          |
| 2016       | 21   | 2 130  | ±0          |
| 2017       | 23   | 1 910  | -2          |
| Fév. 2018  | 23   | 2 385  | ±0          |
| Avril 2018 | 23   | 2 375  | ±0          |
| 2019       | 23   | 2 190  | ±0          |
| 2020       | 23   | 2 005  | ±0          |
| 2021       | 24   | 1 825  | -1          |

## Équipe moins de 18 ans

### Championnat du monde moins de 18 ans
- 2008-2011 — Ne participe pas
- 2012 — 5e de Division I
- 2013 — 3e de la Qualification pour la Division I
- 2014 — 6e de Division I
- 2015 — 6e de la Qualification pour la Division I
- 2016 — 4e de la Qualification pour la Division I[23]
- 2017 — 4e de Division IB
- 2018 — 5e de Division IB
- 2019 — 3e de Division IB
- 2020 — 6e de Division IB
- 2021 — Pas de compétition en raison de la pandémie de coronavirus